# William Kingdon Clifford
William Kingdon Clifford (Exeter, 4 maggio 1845 – Madera, 3 marzo 1879) è stato un matematico e filosofo britannico.
Insieme a Hermann Günther Grassmann inventò quella che oggi è chiamata algebra geometrica, di cui l'algebra di Clifford, chiamata così in suo onore, è un caso particolare. Tale algebra svolge un ruolo fondamentale nella fisica matematica contemporanea. Fu il primo a suggerire che la gravitazione potesse essere espressa in termini geometrici. Nei suoi scritti filosofici coniò i termini "mind-stuff" e "tribal self".

## Biografia
Nato in Inghilterra a Exeter, William Clifford fu uno scolaro molto promettente. Frequentò il King's College London (all'età di 15 anni) e il Trinity College di Cambridge, dove fu nominato docente nel 1868, dopo essersi classificato al secondo posto come wrangler (termine tipico dell'università di Cambridge per indicare uno studente che si classifica tra i primi agli esami di matematica) nel 1867 e secondo al premio Smith. Quello di essere il secondo è un destino che condivise con altri famosi matematici, come ad esempio William Thomson e James Clerk Maxwell. Nel 1870 fece parte di una spedizione in Italia per osservare un'eclisse, e sopravvisse ad un naufragio lungo le coste siciliane. 
Nel 1871 fu nominato professore di matematica e meccanica all'University College di Londra, e nel 1874 divenne membro della Royal Society. Fu membro anche della Mathematical Society e della Metaphysical Society.
Nel 1875, sposò Lucy Lane originaria di Barbados. Nel 1876, Clifford soffrì di esaurimento, dovuto probabilmente all'eccessivo lavoro; infatti di giorno insegnava e si occupava di amministrazione, mentre passava la notte scrivendo. Una lunga vacanza durata 6 mesi passata in Algeria e in Spagna gli consentì di rimettersi in salute. Dopo 18 mesi però crollò nuovamente. Si ricoverò a Madera, ma vi morì dopo pochi mesi di tubercolosi, lasciando una vedova e due bambini. Undici giorni dopo la sua morte, nacque Albert Einstein, che 36 anni più tardi avrebbe sviluppato la teoria geometrica della gravità che Clifford aveva suggerito.
"Se fosse vissuto potremmo conoscere qualcosa." (Questa frase, pronunciata da Isaac Newton riferendosi a Roger Cotes, potrebbe essere applicata anche a Clifford.) 
Come Charles Dodgson, egli amava divertire i bambini, e scrisse una raccolta di fiabe intitolata The Little People.

## Matematico
"Clifford era soprattutto e prima di tutto uno studioso di geometria." (H. J. S. Smith). In questo era un innovatore e si poneva contro la tendenza eccessivamente analitica dei matematici di Cambridge. Influenzato da Riemann e da Lobachevsky, Clifford studiò la geometria non euclidea. Nel 1870 scrisse On the space theory of matter, sostenendo che energia e materia erano semplicemente differenti tipi di curvature nello spazio. Queste idee successivamente vennero riprese nella teoria della relatività generale di Albert Einstein. 
Tuttavia Clifford viene ora principalmente ricordato per la sua eponima algebra di Clifford, un'algebra associativa che generalizza i numeri complessi e i quaternioni di Hamilton. La teoria delle algebre di Clifford lo ha portato, infine, agli ottonioni (o biquaternioni), oggetti matematici che egli ha impiegato per studiare il movimento negli spazi non-euclidei e sulle superfici ora conosciute come spazi di Klein-Clifford. Egli mostrò che gli spazi di curvatura costante potrebbero differire nella struttura topologica. Provò inoltre che una superficie di Riemann è topologicamente equivalente a una scatola forata. Per approfondimenti sull'algebra di Clifford sui quaternioni e sul loro ruolo nella fisica matematica contemporanea si veda il libro di Penrose sottocitato.
I suoi contemporanei lo considerarono uomo di straordinaria acutezza e originalità, dotato di velocità di pensiero e di parola, dotato di uno stile lucido, di profondità e immaginazione poetica e di un grande calore sociale. Nella sua teoria dei grafi, o rappresentazione geometrica di funzioni algebriche, si ritrovano importanti suggerimenti che in seguito sono stati sviluppati da altri. Inoltre sviluppò profondo interesse anche per l'algebra universale e le funzioni ellittiche. I suoi scritti "Preliminary Sketch of Biquaternions" (1873) (Primo abbozzo sui Biquaternioni) e "On the Canonical Form and Dissection of a Riemann's Surface" (1877) sono considerati dei classici. Un altro importante contributo è stato "Classification of Loci" (1878). Ha pubblicato inoltre diversi scritti sulle forme algebriche e la geometria proiettiva.

## Filosofo
Come filosofo, il nome di Clifford è associato principalmente a due concetti da lui coniati, quello di "mind-stuff" e "tribal self." Il primo simboleggia la sua concezione metafisica, suggeritagli dalla lettura di Spinoza. Sir Frederick Pollock a proposito di Clifford scrisse:
"Brevemente, il concetto è che la mente è l'unica realtà fondamentale; non la mente come la conosciamo nelle forme complesse della sensibilità cosciente e del pensiero, ma negli elementi più semplici sui quali la sensibilità e il pensiero sono costruiti. L'ipotetico elemento fondamentale della mente, o atomo del mind-stuff, corrisponde precisamente all'ipotetico atomo di materia, che è il fatto fondamentale di cui l'atomo materiale è il fenomeno. La materia e l'universo osservabile sono le relazioni fra particolari organismi, ovvero tra la mente che si organizza in consapevolezza e il resto del mondo. Questo porta a risultati che, in senso lato, potrebbero essere definiti materialisti. Ma la teoria deve, come teoria metafisica, essere ricondotta all'aspetto idealistico. Parlando tecnicamente questo è un monismo idealista."
 L'altro concetto, "tribal self," è la chiave della visione etica di Clifford, che spiega la coscienza e la legge morale con lo sviluppo di ogni individuo come un "se stesso" (self) il cui comportamento è finalizzato al benessere della "tribù" (tribe). Nel suo tempo gran parte dell'importanza di Clifford era dovuta al suo atteggiamento nei confronti della religione. Animato da un intenso amore della verità e dalla devozione alla pubblica utilità, egli intraprese una lotta contro i sistemi ecclesiastici che pensava favorissero l'oscurantismo e gli interessi di una setta davanti a quelli della società umana. L'allarme era ancor più grande poiché la teologia non si era ancora riconciliata con la teoria di Darwin; Clifford fu così considerato come un pericoloso campione della tendenza antispirituale allora imputata alla scienza moderna.
Egli viene ricordato anche per aver sostenuto che fosse immorale credere alle cose per cui non vi è una prova: nel suo saggio "The Ethics of Belief" (1879) compare il famoso principio: "è sbagliato sempre, comunque e per chiunque, credere a qualsiasi cosa basandosi su prove insufficienti." In questo modo, sosteneva opinioni in netta contrapposizione agli intellettuali religiosi, i quali sostenevano che, per essere virtuosi, fosse necessario avere fede (per Clifford questo voleva dire credere in certe cose nonostante la mancanza di prove).

## Opere

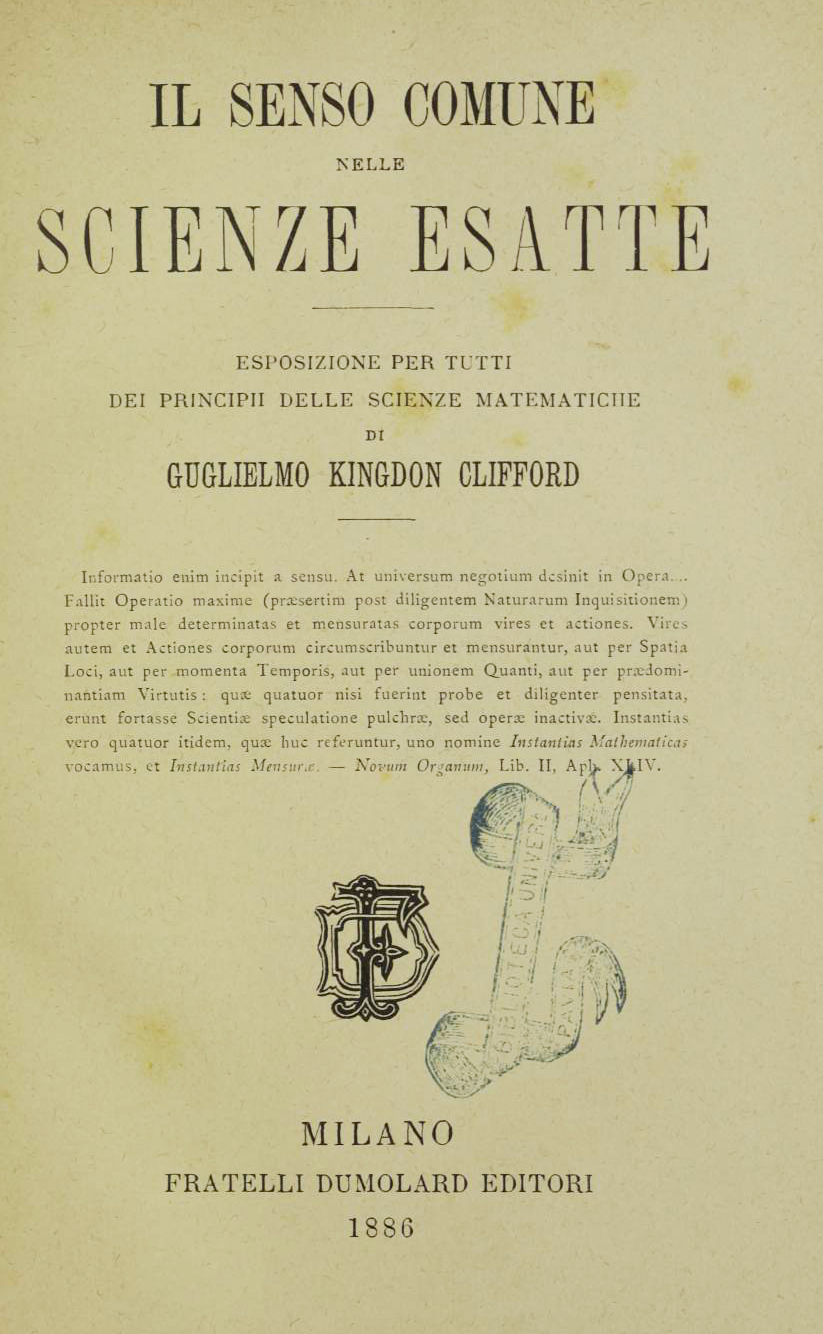
Il senso comune nelle scienze esatte, 1886

La maggior parte dei suoi lavori sono stati pubblicati postumi. 
- 1877. "The Ethics of Belief," Contemporary Review.
- 1878. Elements of Dynamic, vol. 1.
- 1879. Seeing and Thinking, popular science lectures.
- 1879. Lectures and Essays, introduzione di Sir Frederick Pollock.
- 1882. Mathematical Papers, edited by R Tucker, with an introduction by Henry J. S. Smith.
- 1885. The Common Sense of the Exact Sciences. Completed by Karl Pearson.
- 1887. Elements of Dynamic, vol. 2.

In Ewald, William B., ed., 1996. From Kant to Hilbert: A Source Book in the Foundations of Mathematics, 2 vols. Oxford Uni. Press.
- 1872. On the aims and instruments of scientific thought, 524-41.
- 1876. On the space theory of matter, 523.

### Edizioni
- Lectures and essays, vol. 1, London, Macmillan, 1879.
- Lectures and essays, vol. 2, London, Macmillan, 1879.
- Il senso comune nelle scienze esatte. Esposizione per tutti dei principii delle scienze matematiche, Milano, Dumolard, 1886.

## Citazioni
- "Io ... sostengo che nel mondo fisico non avviene nient'altro oltre a variazioni della curvatura dello spazio." Mathematical Papers.
- "Possiamo sempre star certi che quell'algebra che non può essere tradotta in buon inglese e non sembri di buonsenso, è una cattiva algebra." Common Sense in the Exact Sciences.
- "Non c'è inventore scientifico, poeta, pittore o musicista, che vi dirà di aver trovato già pronta la sua scoperta, il suo poema o il suo quadro - che questo gli venisse dall'esterno e che egli non l'abbia creato coscientemente dal proprio interno." (Da una conferenza alla Royal Institution intitolata "Some of the conditions of mental development")
- "La geometria è una scienza fisica. Oggetto di essa sono la grandezza, la forma, e la distanza delle cose." (W.K. Clifford, "The common sense of Exact Sciences", 1885)